# Jasenovac
Jasenovac (srbsky Јасеновац) je vesnice a sídlo stejnojmenné opčiny v Chorvatsku. Nachází se v Sisacko-moslavinské župě, u soutoku Sávy a Uny, těsně u hranic s Bosnou a Hercegovinou, asi 7 km jihozápadně od Novsky a asi 67 km jihovýchodně od Sisaku. V roce 2011 žilo v Jasenovaci 653 obyvatel, v celé opčině pak 1 997 obyvatel.
Vesnice je známá především díky koncentračnímu táboru Jasenovac a pomníku Kamenný květ, jehož autorem byl Bogdan Bogdanović a který byl postaven v roce 1966 na památku obětí v koncentračním táboře.
V opčině se nachází celkem 10 obydlených vesnic.
- Drenov Bok – 82 obyvatel
- Jasenovac – 653 obyvatel
- Košutarica – 264 obyvatel
- Krapje – 144 obyvatel
- Mlaka – 58 obyvatel
- Puska – 293 obyvatel
- Tanac – 129 obyvatel
- Trebež – 53 obyvatel
- Uštica – 177 obyvatel
- Višnjica – 144 obyvatel

Opčinou procházejí silnice D47 a D232.